# Some Heads Are Gonna Roll
Some Heads Are Gonna Roll è una canzone dei Judas Priest, estratta come terzo ed ultimo singolo dall'album Defenders of the Faith nel 1984. Ha raggiunto la posizione numero 97 della Official Singles Chart nel Regno Unito e la numero 42 della Mainstream Rock Songs negli Stati Uniti.
La canzone è stata scritta dal compositore e cantante Bob Halligan Jr., che aveva già collaborato con la band nel precedente album Screaming for Vengeance scrivendo la traccia (Take These) Chains.

## Tracce
7"
1. Some Heads Are Gonna Roll – 4:07
2. Breaking the Law (live) – 2:43

12"
1. Some Heads Are Gonna Roll – 4:07
2. The Green Manalishi (live) – 4:49 (cover dei Fleetwood Mac)
3. Jawbreaker – 3:26